# Gestualità italiana

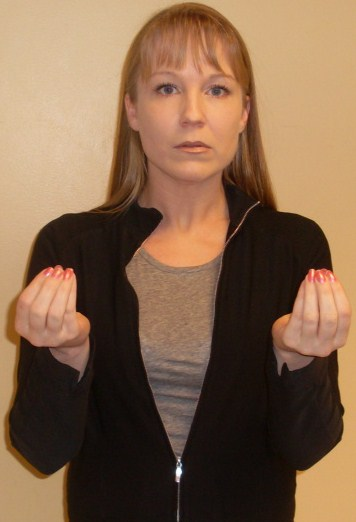
Un gesto italiano, "la mano a borsa"

La gestualità italiana è un fenomeno antropologico e sociologico che riguarda la comunicazione non verbale dei madrelingua italiani.
Un insieme di atteggiamenti, movimenti del viso e delle mani caratterizza i parlanti udenti della lingua italiana, durante le loro conversazioni verbali. Questi segni possono variare di regione in regione, pur essendo tutti riconducibili all'interno dello stesso fenomeno. Secondo la psicologa Isabella Poggi, sarebbero quantificabili in almeno 250 i gesti presenti nella cultura italiana, con una ricchezza fonologica dei gesti della mano che si avvicina a quella della lingua dei segni italiana.

## Storia
Si fa risalire l'origine dei gesti italiani all'antichità. Soprattutto in alcune regioni mediterranee italiane come la Campania e la Sicilia, depositarie di una gestualità molto variegata, sono stati ereditati in larga parte dagli antichi greci.

## Caratteristiche
La gestualità italiana è più sviluppata di quella di altre comunità linguistiche come ad esempio quella inglese.
Generalmente i segni gestuali sono coverbali, ovvero sono utilizzati per arricchire il messaggio espresso verbalmente, tuttavia possono essere anche segni autonomi, cioè utilizzati anche in assenza di parlato in modo simile alla lingua dei segni.
Dal punto di vista linguistico, a differenza della lingua dei segni, i segni degli udenti italiani "hanno un lessico, ma non una sintassi". Possono esprimere una frase con un significato, ma non esprimono parti del periodo come il soggetto o il verbo.

## Esempi
- Mano a pigna: chiamata anche mano a tulipano è un gesto caratterizzato dal raggruppare le dita in modo dal ricordare la forma di una pigna, oscillando la mano verso l'interlocutore. Ha un doppio significato: interrogativo o di critica. Nel primo caso potrebbe tradursi nel parlato con la frase "che vuoi?", nel secondo caso potrebbe tradursi con "ma che dici?!" o "niente affatto". Nel primo significato solitamente la mano si muove rapidamente, nel secondo caso la mano oscilla più lentamente per evidenziare la posizione critica all'interlocutore. È considerato uno dei gesti più caratteristici del parlante udente italiano.[1]

## Nella cultura di massa
Sebbene il gesticolare sia un fenomeno presente in tutte le culture, la gestualità italiana viene generalmente riconosciuta come una delle peculiarità che contraddistingue gli abitanti del Bel Paese. Nel settembre del 2012 la “Italian Gestures”, azienda che aveva già realizzato un'app sui gesti italiani, ha realizzato una serie di cover per smartphone che riproduce i gesti tipici del parlante madrelingua italiano. Nel 2013 il quotidiano statunitense New York Times ha dedicato alcune pagine al fenomeno, interpellando alcuni accademici delle università italiane. Nel febbraio del 2020 il Consorzio Unicode ha approvato la proposta di un imprenditore amalfitano di rendere il tipico gesto della "mano a pigna" un'emoji. Il simbolo è stato aggiunto con il nome di "pinched fingers" nel rilascio di luglio 2020.